# Gonomyodes crickmeri
Gonomyodes crickmeri är en tvåvingeart som först beskrevs av Alexander 1949.  Gonomyodes crickmeri ingår i släktet Gonomyodes och familjen småharkrankar. Inga underarter finns listade i Catalogue of Life.